# John van den Borst
John van den Borst (Hoensbroek, 30 november 1956) is een Nederlandse dammer, die 10 maal in de nationale finale speelde. Het beste resultaat (zilver) behaalde hij in het Nederlands kampioenschap dammen van 1986. In dat jaar speelde hij ook in het wereldkampioenschap dammen. In de geruchtmakende laatste ronde van het Nederlands kampioenschap 1986 was zijn tegenstander Jannes van der Wal. Van der Wal bleef in de trein slapen. Het voorval droeg bij aan Van der Wals nationale bekendheid. Van den Borst is de eerste en enige Limburger met de titels nationaal en internationaal grootmeester. Na zijn actieve carrière richtte hij zich op het geven van trainingen. Bekende spelers die hij in hun jeugdjaren onder zijn hoede heeft gehad zijn Jeroen van den Akker, Pim Meurs en Pieter Steijlen. Hij is wiskundeleraar aan het St. Bonifatiuscollege in Utrecht.